# مدينة العناصر
مدينة العناصر (مترجم بـ قوى الطبيعة في بعض البلدان) (بالإنجليزية: Elemental) هو فيلم درامي كوميدي رومانسي أمريكي رسوم متحركة بالحاسوب لعام 2023، من إنتاج استوديوهات والت ديزني وبيكسار وتوزيع استوديوهات والت ديزني، ومن إخراج بيتر سوهن وإنتاج دينيس ريام، وتأليف سوهن وجون هوبرج وكات ليكل وبريندا هسويه، مع بيت دوكتر كمنتج تنفيذي، تدور أحداث القصة في عالم تسكنه عناصر مجسمة من الطبيعة، وتتبع القصة عنصر النار Ember Lumen (Lewis) وعنصر الماء Wade Ripple (Athie)، اللذان يلتقيان ويقعان في الحب، صدر في الولايات المتحدة في 16 يونيو 2023.

## روابط خارجية
- مدينة العناصر على موقع IMDb (الإنجليزية)
- مدينة العناصر على موقع ميتاكريتيك (الإنجليزية)
- مدينة العناصر على موقع روتن توميتوز (الإنجليزية)
- مدينة العناصر على موقع ألو سيني (الفرنسية)
- مدينة العناصر على موقع أول موفي (الإنجليزية)
- مدينة العناصر على موقع فيلمافينيتي (الإسبانية)
- مدينة العناصر على موقع قاعدة بيانات الأفلام السويدية (السويدية)
- مدينة العناصر على موقع قاعدة بيانات الفيلم (الإنجليزية)
- مدينة العناصر على موقع ليتربوكسد (الإنجليزية)
- مدينة العناصر على موقع كينوبويسك (الروسية)